# Jeff Loomis
Jeff Loomis (Menasha (Wisconsin), 14 september 1971) is een Amerikaanse gitarist die voornamelijk bekendheid verwierf met zijn vroegere band Nevermore. Na het uiteenvallen van Nevermore is Loomis als solo-artiest verdergegaan en doet hij regelmatig sessiewerk voor andere muzikanten. Op 17 november 2014 maakte hij bekend toe te treden tot de band Arch Enemy. Loomis wordt vaak geprezen om zijn complexe en innovatieve speelstijl.

## Begindagen
Jeff Loomis krijgt zijn eerste gitaar als hij 10 jaar oud is, maar pas als hij 15 jaar is gaat hij serieus oefenen. Hij speelt met vrienden in diverse metalbandjes, waaronder deathmetalband Experiment Fear. In 1989, als hij nog maar 18 jaar oud is, doet hij auditie bij Megadeth. Hij wordt echter afgewezen omdat hij te jong en onervaren is op dat moment, maar Megadeth zanger Dave Mustaine moedigt hem wel aan om een carrière als gitarist na te streven, vanwege zijn bijzondere kwaliteiten. In zijn plaats werd Marty Friedman aangenomen. In deze periode leert hij naast gitaar ook basgitaar en drums spelen.

## Nevermore
In 1992 richt Loomis met oud-leden van Sanctuary de band Nevermore op, waarmee hij progressieve thrashmetal maakt, met een grote hoeveelheid aan invloeden uit andere genres. Met Nevermore neemt hij zeven studioalbums op en is hij de enige gitarist die op alle albums mee heeft gespeeld. In de loop der jaren gebruiken veel muzikanten Nevermore als springplank. Ironisch genoeg lukt het Nevermore gitarist Chris Broderick wel om tot Megadeth toe te treden, in 2007, waar Loomis dat in 1989 niet lukte. In 2011 verliet hij Nevermore, dat daarmee direct ophield te bestaan.

## Solo
Sinds 2005 maakt Loomis soloalbums, met gastmuzikanten. In 2008 brengt dit project het eerste studiowerk naar buiten, getiteld ‘Zero Order Phase’. Onder meer Nevermore-drummer Mark Arrington staat hem daarin bij. De nummers van zijn soloalbums zijn overwegend instrumentaal. De incidentele zangpartijen neemt Loomis zelf voor zijn rekening. Hij schrijft zelf alles en neemt de basgitaar voor zijn rekening. De gitaren deelt hij met andere gitaristen, maar hij speelt op alle nummers het merendeel van de solo's zelf.
In 2013 richt hij met gitarist Keith Merrow het project Conquering Dystopia op, waar ook onder meer Cannibal Corpse-bassist Alex Webster deel van uitmaakt. In 2014 brengt de band het eerste album uit.
Op 17 november 2014 kondigt Loomis aan dat hij zich heeft gevoegd bij zijn goede vriend Michael Amott in de band Arch Enemy.

## Apparatuur
Jeff Loomis heeft diverse endorsmentdeals, waaronder:
- Schecter Guitar Research C7, Jeff Loomis Signature Series 7 string (gebaseerd op de Schecter Hellraiser, Diamond Series). Alle gitaren van Loomis hebben een esdoorn toets.
- Floyd Rose floating bridge (JL-7FR)
- Lâg Guitars Tramontane T100ASCE-BLK (akoestisch)[3]
- EMG Pickups 707 avctive humbucker
- Engl amps
- TC Electronics
- Fractal audio sound effects
- Ernie Ball Strings
- Dunlop plectra
- Maxon pedalen
- Reunion Blues Guitar bags
- Providence Cables

## Discografie

### Nevermore
| Titel                      | Jaartal | Bijdrage                     | Bijzonderheden |
| -------------------------- | ------- | ---------------------------- | -------------- |
| Nevermore                  | 1995    | gitaar                       |                |
| In Memory                  | 1996    | gitaar,                      | ep             |
| The Politics of Ecstasy    | 1996    | gitaar                       |                |
| Dreaming Neon Black        | 1999    | gitaar (lead), gitaar (slag) |                |
| Dead Heart in a Dead World | 2000    | gitaar                       |                |
| Believe in Nothing         | 2001    | gitaar                       | single         |
| Enemies of Reality         | 2003    | gitaar                       |                |
| Arch Enemy / Nevermore     | 2005    | gitaar                       | split          |
| The Year of the Voyager    | 2008    | gitaar                       | livealbum      |
| The Year of the Voyager    | 2008    | gitaar                       | video          |
| The Obsidian Conspiracy    | 2010    | gitaar                       |                |

### Met Conquering Dystopia
| Titel               | Jaartal | Bijdrage |
| ------------------- | ------- | -------- |
| Conquering Dystopia | 2014    | gitaar   |

### Solo
| Titel                          | Jaartal | Bijdrage          | Bijzonderheden |
| ------------------------------ | ------- | ----------------- | -------------- |
| Zero Order Phase Full-length   | 2008    | gitaar, basgitaar |                |
| Plains of Oblivion Full-length | 2012    | gitaar            |                |
| Requiem for the Living         | 2013    | gitaar            | ep             |

### Gastoptredens
- Annihilator 2007 Metal  Gitaar (lead) (track 1)
- Ashes of Ares 2013 Ashes of Ares  Gitaar (lead) (Track 4)
- Francesco Fareri 2013 Mechanism Reloaded  track #2
- Glen Drover 2011 Metalusion  Gitaar (track 7)  (Drover is een ex-Megadeth gitarist)
- God Forbid 2004 Gone Forever  gitaar on "Soul Engraved"
- Hannes Grossmann  2014 The Radial Covenant  Gitaar (lead) (track 5)
- Helstar 2014 This Wicked Nest  Gitaar (track 5)
- Ihsahn 2012 Eremita  Gitaar (lead) (track 4)
- Marty Friedman 2008 Future Addict  Gitaar
- Mason 2013 Warhead  Gitaar (extra) track 5
- Merrow 2011 Awaken The Stone King  Gitaar solo's track 2
- 2012 Retrospecial  Guitar solo's track 1
- Michael Angelo Batio 2013 Intermezzo  Gitaar (track 5)
- Single Bullet Theory 2011 IV  Guitar solo ("Auctioneer Of Souls")
- Stéphan Forté 2011 The Shadows Compendium  Gitaar (lead)
- The Rain I Bleed 2011 Narcissist  Gitaar
- Tim "Ripper" Owens 2009 Play My Game  Gitaar (lead) (3)
- Warrel Dane 2008 Praises to the War Machine  Guitar solo "Messenger"